# Perlomyia levanidovae
Perlomyia levanidovae är en bäcksländeart som först beskrevs av Zhiltzova 1975.  Perlomyia levanidovae ingår i släktet Perlomyia och familjen smalbäcksländor. Inga underarter finns listade i Catalogue of Life.